# 白根記念渋谷区郷土博物館・文学館
白根記念渋谷区郷土博物館・文学館（しらねきねん しぶやく きょうどはくぶつかん・ぶんがくかん）は、東京都渋谷区東四丁目にある博物館・文学館である。
公益財団法人渋谷区文化・芸術振興財団により運営され、郷土学習の窓口として、学校教育や生涯学習との連携を図りながら、講演会や歴史文化財講座、文学講座、体験学習講座、散策などを開催している。

## 概要
白根記念渋谷区郷土博物館・文学館は、1975年（昭和50年）、渋谷区議会議員の故白根全忠より寄贈された宅地、邸宅をもとに、渋谷区に関する資料の保管・展示の場として「渋谷区立白根記念郷土文化館」が開館した。2005年（平成17年）、この建物を全面改築し新たに文学館を併設した。
常設展示では、渋谷の先史から現代までの歴史展示、特別展示、文学館展示などがあり、戦前の住宅が再現され、江戸時代の道具や縄文土器に触れることができる。特別展は、年2～3回開催するほか、情報コーナーで収蔵資料を検索したり、渋谷の地理・歴史・民俗などを総合的に学ぶことができる。

## 沿革
- 1970年（昭和45年） - 区立中央図書館内に「郷土資料室」設置。
- 1974年（昭和49年） - 渋谷区議会議員故白根全忠より宅地、邸宅、資料等の寄贈。
- 1975年（昭和50年） - 「渋谷区立白根記念郷土文化館」開設。
- 2002年（平成17年） - 改築し文学館機能を併設し「白根記念渋谷区郷土博物館・文学館」完成。

## 利用情報
- 開館時間 - 火曜～日曜日、午前11時～午後5時（入館は午後4時30分まで）。
- 休館日 - 月曜日（月曜日が祝日の場合は直後の平日）、年末年始。
- 入館料 - 一般100円、小中学生50年、団体（10人以上）一般80円、小中学生40円。

60歳以上の人、障害のある人と付き添いの人は無料。

## 交通アクセス
鉄道
- JR東日本山手線、湘南新宿ライン -渋谷駅から徒歩約18分恵比寿駅から徒歩約23分。
- 京王井の頭線 - 渋谷駅から徒歩約20分。
- 東急東横線、東急田園都市線 - 渋谷駅から徒歩約16分。
- 東京メトロ銀座線 - 渋谷駅から徒歩約18分、半蔵門線、副都心線 -　徒歩約16分。

路線バス
- 都バス - 渋谷駅から日赤医療センター行き、国学院大学前下車徒歩約1分。

## ギャラリー
- 公道から正面を見る（2015年6月撮影）
- 公道の北側から見る（2015年6月撮影）
- 公道の南側から見る（2015年6月撮影）
- 2階常設展示の住居居間再現（2015年6月撮影）
- 2階常設展示の住居居間再現（2015年6月撮影）
- 2階常設展示の住居台所再現（2015年6月撮影）
- 2階常設展示の農耕具展示（2015年6月撮影）